# Jag Panzer
Jag Panzer – amerykański zespół powermetalowy założony w 1981 w Kolorado przez Harry’ego Conklina. W 2011 roku grupa została rozwiązana.

## Muzycy
Obecny skład zespołu
- Harry "The Tyrant" Conklin – wokal prowadzący (1981–1985, od 1994)
- Christian "Christisan" Lasegue – gitara prowadząca (1985–1988, od 2008)
- Mark Briody – gitara rytmiczna, instrumenty klawiszowe (od 1981)
- John Tetley – gitara basowa, wokal wspierający (od 1981)
- Rikard Stjernquist – perkusja (od 1986)

Byli członkowie
- Chris Broderick – gitara prowadząca, instrumenty klawiszowe (1997–2008)
- Joey Tafolla – gitara prowadząca (1984–1986, 1994–1997)
- Rick Hilyard – perkusja (1981–1985)
- Bob Parduba – wokal prowadzący (1985–1988)
- Reynold 'Butch' Carlson – perkusja (1985–1986)
- Daniel J. Conca – wokal prowadzący (1994)
- Chris "Hostka" Kostka – gitara prowadząca (1994)

## Dyskografia
- Jag Panzer (1983)
- Ample Destruction (1984)
- Dissident Alliance (1995)
- The Fourth Judgement (1997)
- Age of Mastery (1998)
- Thane to the Throne (2000)
- Mechanized Warfare (2001)
- Decade Of The Nail Spiked Bat (2003)
- Chain Of Command (2004)
- Casting the Stones (2004)
- The Scourge of the Light (2011)